# Parafia Najświętszej Maryi Panny Królowej Polski w Bielsku-Białej
Parafia pw. Najświętszej Maryi Panny Królowej Polski w Bielsku-Białej – parafia rzymskokatolicka znajdująca się w Bielsku-Białej. Należy do Dekanatu Bielsko-Biała I – Centrum diecezji bielsko-żywieckiej. Erygowana w 1981. Jest prowadzona przez księży Salwatorianów.